# İsmet Ucma
İsmet Ucma (Ordu, 1 de enero de 1955-11 de octubre de 2021) fue un político turco, diputado a la Gran Asamblea Nacional por Estambul.

## Biografía
Egresó de la Facultad de Teología de la Universidad de Marmara. Completó su maestría con su estudio El concepto de intercesión en el Corán y la Sunnah en el Departamento de Filosofía Kalam en la misma facultad, y su doctorado con su estudio Ahilik como Institución de Política Social, en el Departamento de Economía Laboral y Relaciones Industriales de la Facultad de Economía de la Universidad de Estambul. 
Enseñó en una escuela privada durante un tiempo. Comenzó su carrera editorial en 1983 como editor en Bir Publishing y fundó Sign Publications en 1986 y Şehir Yayınları en 2000.
En el campo político fue elegido como miembro de la Asamblea General Provincial de Estambul entre 1994 y 1997, cofundador del Partido de la Justicia y el Desarrollo y miembro del Comité Central del Partido. Fue miembro de las XXIV, XXV y XXVI legislaturas de la Gran Asamblea Nacional de Turquía, como diputado en representación de Estambul.